# Цуканов, Василий Дмитриевич
Василий Дмитриевич Цуканов (23 декабря 1920 года, г. Пятихатки Днепропетровской области — 27 января 1982 года. Московская область, г. Болшево-1) — Ветеран Великой Отечественной войны. Дважды кавалер ордена Александра Невского

## Биография
Родился в г. Пятихатки Днепропетровской области.
В армию призван в 1938 году. В июне 1941 года окончил 3-е Ленинградское артиллерийское училище и для прохождения дальнейшей службы был направлен на должность командира взвода в 110-й гаубичный артиллерийский полк Московского военного округа.

### Великая Отечественная война
С августа 1942 года участвовал в боях в составе войск Воронежского, а впоследствии — 1-го Украинского фронтов в должности командира батареи, начальника штаба дивизиона 1148-го гаубичного артиллерийского полка большой мощности, помощника начальника штаба по разведке 123-й (с сентября 1943 года — 25-й гвардейской) гаубичной артиллерийской бригады большой мощности РГК. В марте 1945 года принял под командование дивизион в составе этой бригады.
В годы войны участвовал в боях за освобождение городов Житомир, Чертков, Проскуров, Ченстохов, принимал участие в овладении Сандомирским плацдармом и немецкой Силезией, в форсировании реки Одер северо-западнее Бреслау и овладении городом Дрезден. В боях был ранен. За умелое командование артиллерийскими подразделениями был удостоен четырёх орденов, к первому из которых — ордену Красного Знамени — был представлен в июле 1943 года:
Несмотря на то, что в представлении к столь высокой награде были отражены заслуги офицера практически за целый год участия в боевых действиях, вышестоящее командование сочло возможным наградить старшего лейтенанта Цуканова лишь орденом Красной Звезды (№ 325873).
В очередной раз к ордену Красного Знамени гвардии капитана Цуканова представили осенью 1944 года. К моменту этого представления прошел ещё один год боевой жизни офицера, участия в наступательных боях по освобождению территории Советского Союза. Представляя своего помощника к награде, начальник штаба 25-й гвардейской гаубичной артиллерийской Львовской Краснознаменной бригады большой мощности РГК гвардии майор Кукин отразил следующие заслуги:
Однако и в этот раз представление к высокой боевой награде было реализовано не в полной мере. В декабре 1944 года согласно приказу командующего артиллерией 1-го Украинского фронта, гвардии капитан Цуканов был награждён орденом Отечественной войны I степени (№ 125687).
В третий раз к ордену Красного Знамени гвардии капитан Цуканов был представлен незадолго до окончания войны, находясь в должности командира дивизиона 25-й гвардейской гаубичной артиллерийской бригады. Бригада в составе войск 6-й армии принимала участие в ликвидации окруженной в районе города Бреслау группировки противника:
Длительное время не имея подтверждения тому, что поданное представление о награждении офицера было или же будет реализовано, и в связи с окончанием боевых действий, командир бригады вновь готовит представление к награде на гвардии капитана Цуканова, в котором почти дословно отражает текст предыдущей реляции, дополняя её заслугами, совершенными дивизионом под командованием гвардии капитана Цуканова в последние дни войны:

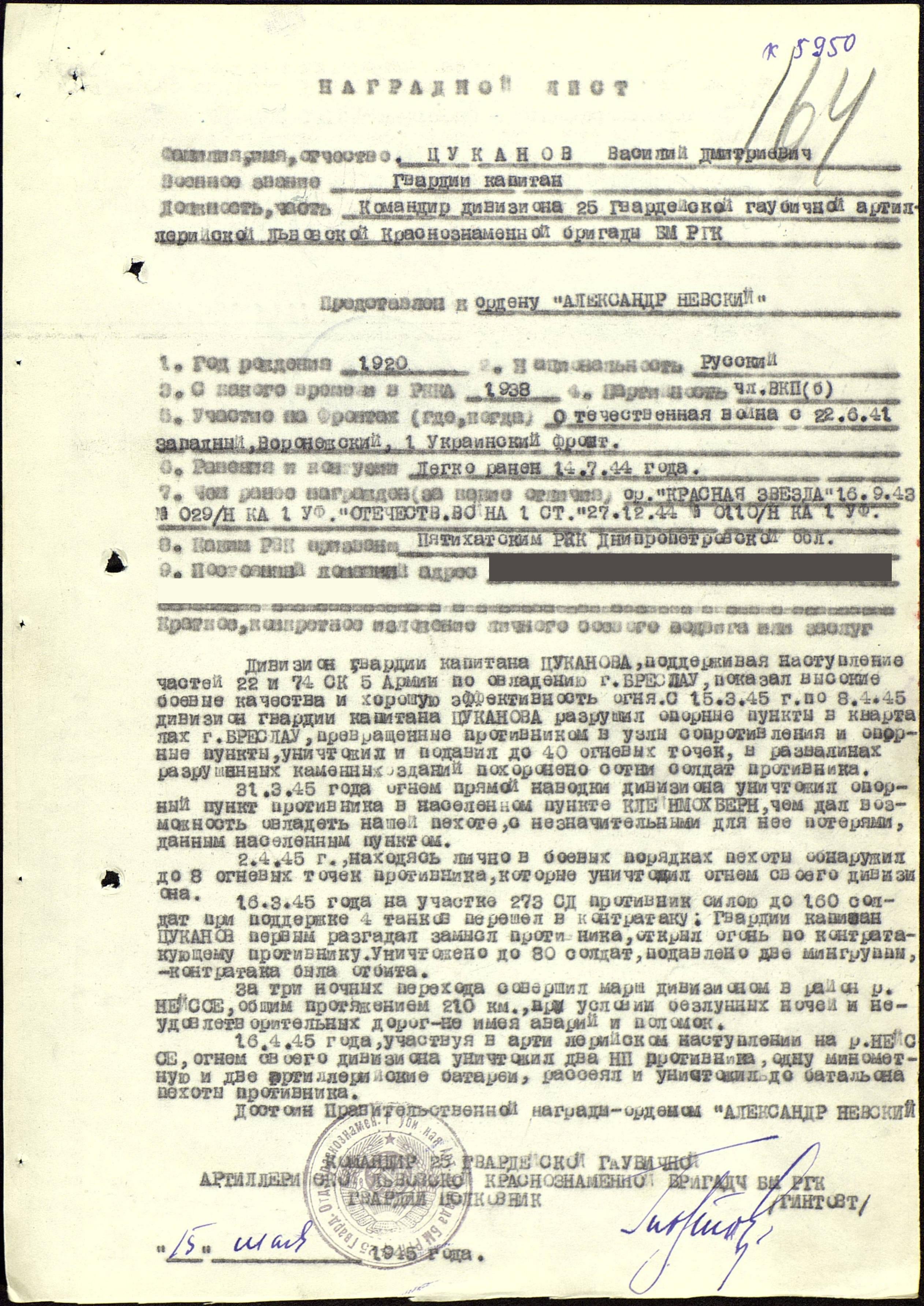
Наградной лист

… За три ночных перехода совершил марш дивизионом в район р. Нейссе общим протяжением 210 км при условии безлунных ночей и неудовлетворительных дорог не имея аварий и поломок.
16.4.45 года, участвуя в артиллерийском наступлении на р. Нейссе, огнём своего дивизиона уничтожил два НП противника, одну минометную и две артиллерийские батареи, рассеял и уничтожил до батальона пехоты противника.
Достоин правительственной награды орденом Александра Невского.

Оба этих представления были реализованы. При этом, первое из них постигла та же участь, что и все наградные листы капитана Цуканова к ордену Красного Знамени — этой награды он так и не был удостоен. Вместе с тем, его ожидало ещё более радостное событие — он стал кавалером сразу двух орденов Александра Невского: приказом командующего войсками 6-й армии приказом № 033/н от 8 мая 1945 года гвардии капитан Цуканов был удостоен своего первого ордена Александра Невского, а командующий артиллерией 1-го Украинского фронта приказом № 0116/н от 26 июня 1945 года наградил его вторым таким орденом. Ещё через некоторое время оба знака засияли на груди боевого офицера — ему были вручены ордена Александра Невского с номерами 40909 и 38226 соответственно.

### Некоторые даты
- В 1943 году был принят в ВКП(б).
- 14 июля 1944 года при прорыве на Львовском направлении, лично выдвинувшись в боевые порядки пехоты был ранен, но и после этого отказался уйти с поля боя и направлял огонь батареи по обнаруженным целям. Последствия этого ранения и стало причиной его смерти в 1982 году.
- 20 октября 1944 года женился на гвардии рядовой взвода связи Григоровой Зинаиде Ивановне в освобожденном от фашистов Львове.

### Послевоенная служба
После окончания войны Василий Дмитриевич продолжил службу в армии. В 50-х годах окончил Военную артиллерийскую инженерную академию им. Дзержинского, занимал ряд командных и штабных должностей. Непосредственно перед увольнением из Вооруженных Сил СССР 16 лет работал в научно-исследовательском институте ракетных войск стратегического назначения. Уволен из армии в 1970 году в воинском звании полковник. В мирное время был удостоен ещё нескольких государственных наград, в числе которых орден Красной Звезды, медали «За боевые заслуги» и «За трудовую доблесть».

## Награды
Полковник Цуканов В. Д. — кавалер двух орденов Александра Невского, ордена Отечественной войны I степени и двух орденов Красной Звезды. Он награждён также многими медалями.
- орден Красной Звезды. (№ 325873)
- Отечественной войны I степени. (№ 125687)
- Орден Александра Невского. (№ 38226)
- Орден Александра Невского. (№ 40909)

## Семья
Брат: Цуканов Дмитрий Дмитриевич (1916-...) (техник-лейтенант 1-й краснознаменной перегоночной авиадивизии, Алсиб, награждён орденом Отечественной Войны II степени)
Сестра: Цуканова Полина Дмитриевна
Супруга: Зинаида Ивановна Цуканова (Григорова) (28.08.1924—17.08.2003) (гвардии рядовая 25 гвардейской гаубичной артиллерийской Львовской бригады, связист, награждена орденом Красной Звезды)
Дети:
- Людмила Васильевна Федотова (Цуканова)
- Марина Васильевна Цуканова

Внуки:
- Цуканова Мария